# ウラジーミル・ココツェフ
ウラジーミル・ニコラエヴィッチ・ココツェフ伯爵（ココフツォフ、Влади́мир Никола́евич Коковцо́в、Vladimir Nikolayevich Kokovtsov、1853年4月18日 - 1943年1月29日）は、ロシア帝国の政治家。皇帝ニコライ2世の下、首相、大蔵大臣などを歴任した。日本との関係では伊藤博文が安重根に暗殺される直前にハルビンで会談予定となっていた相手として知られる。

## 生涯

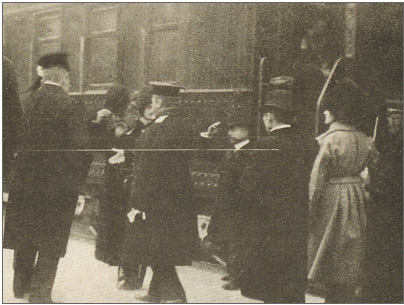
1909年10月26日、ハルビン駅で伊藤博文を出迎えるココツェフ

1872年12月にツァールスコエ・セロー・リツェイを卒業し、サンクトペテルブルク大学に推薦入学して法学を学ぼうとするが、父ニコライが急死したため授業料が払えなくなってしまう。そのため、ココツェフは大学進学を諦め、家族を養うため官吏の道に進み、司法省刑事局に勤務する。1879年から1890年にかけて刑務所管理局の副局長を務め、在職中に刑務所の管理体制の改革を行い、ロシア帝国国家評議会のK・K・グロートに目をかけられる。その縁で1890年から1896年にかけて国家評議会の経済部に勤務した。1896年から1902年にかけは大蔵大臣セルゲイ・ヴィッテの補佐官を務め、退任後は国家評議会議員に任命された。
1904年、イワン・ゴレムイキン内閣の蔵相に任命され、ピョートル・ストルイピン内閣でも留任した。蔵相として、ココツェフは金本位制を維持するため、通貨の切り下げに反対した。1911年にストルイピンが暗殺されると、蔵相兼務のまま後任の首相に任命される。在任中は労働者の20%に対し、労務保険や疾病保険を認める法案を可決させている。ココツェフは他の政治家たちと同様に悪評の絶えないグリゴリー・ラスプーチンを忌避しており、彼が推薦したアレクセイ・フヴォストフの内務大臣就任を拒否している。また、1912年にはラスプーチンの「亡命」をニコライ2世に進言したが、「彼についての噂は全て知っている。しかし、私は彼を信じている」と拒否されている。ココツェフはドゥーマと共にラスプーチンを追放するため素行調査を実施しようとするが、ニコライ2世の命令で中止に追い込まれ、1914年1月29日に「新聞の統制に失敗した」という理由で首相を解任された。首相解任後、ココツェフは伯爵に叙された。
1917年に二月革命が発生すると、家族とともにキスロヴォツクに避難した。十月革命によってボリシェヴィキが政権を掌握するとチェーカーに逮捕されそうになるが、家族を連れてフィンランドに脱出し、その後フランス・パリに亡命する。亡命後は回顧録を執筆しながら余生を過ごし、1943年にパリで死去した。死去するまで亡命ロシア人（白系ロシア人）社会の重鎮であった。

## ヴィッテとの関係

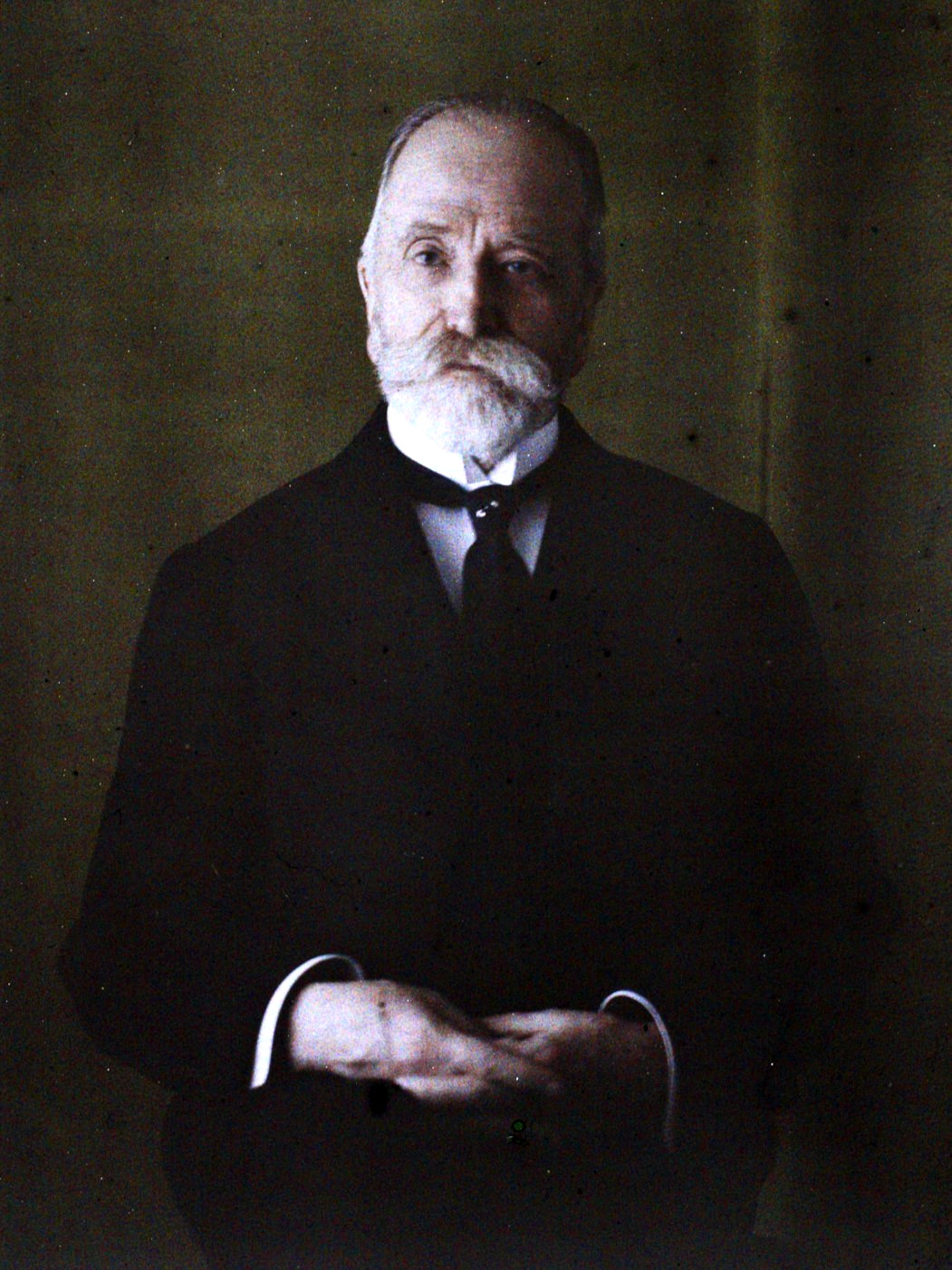
1927年、パリにおけるココツェフ（オートクローム撮影）

ヴィッテは彼の回想録の中で、ココツェフを大蔵省改革の良き片腕として紹介している。しかし、ヴィッテは日露戦争の影響による政情不安から金融政策を巡りココツェフと対立し、国家評議会で数度に渡り議論を交わしている。この対立は、首相に復帰することを目指していたヴィッテにとって、長年政治的同志として関わってきたココツェフが首相候補のライバルとなっていたためと言われている。
政治的に対立することもあったが、ココツェフとヴィッテの関係は続き、ココツェフは1915年に死去する直前のヴィッテを見舞いに訪れている。